# Fryser
En fryser er en beholder i stil med et køleskab, der kan sænke temperaturen til under 0 °C, som ofte bruges til opbevaring af madvarer. Formålet er at forhindre forrådnelse. I daglig tale refererer en fryser til en maskine i husholdningen, der ved at fryse madvarer forlænger deres holdbarhed betragteligt. Normale husholdningsfrysere kan normalt sænke temperaturen til omkring −23 til −18 °C, men nogle type kan nå ned på −34 °C.
Nogle industrielle frysere som bruges til laboratorieprøver eller medicin kan gå ned til −80 °C eller −150 °C, og disse kaldes lavtemperaturfrysere.
En fryser kan være opretstående som en køleskab, hvilket kaldes skabsfryser, eller liggende med et låg, hvilket kaldes en kummefryser. En kummefryser vil som udgangspunkt være mere energieffektiv end en skabsfryser, og de vil også have større kapacitet. Fordelen var skabsfrysere er overblik, idet de er opdelt i skuffer. Skabsfrysere kan være integreret i et køleskab eller være separate enheder.